# Thysanodesma
Thysanodesma is een geslacht van vlinders uit de familie van de grasmotten (Crambidae), uit de onderfamilie van de Pyraustinae. De wetenschappelijke naam van dit geslacht is voor het eerst voorgesteld door Arthur Gardiner Butler in een publicatie uit 1889.
De soorten van dit geslacht komen voor in India en Sri Lanka.

## Soorten
- Thysanodesma major Butler, 1889
- Thysanodesma praeteritalis (Walker, 1859)